# Большие Слободы
Большие Слободы — деревня в Великоустюгском районе Вологодской области.
Входит в состав Шемогодского сельского поселения, с точки зрения административно-территориального деления — в Шемогодский сельсовет.
Расстояние по автодороге до районного центра Великого Устюга — 18 км, до центра муниципального образования Аристово — 3 км. Ближайшие населённые пункты — Верхнее Панкратово, Большие Крутцы, Нижнее Панкратово.
По переписи 2002 года население — 3 человека.